# Oberleitungsbus Erfurt
Der Oberleitungsbus Erfurt war ein Oberleitungsbusbetrieb in der thüringischen Landeshauptstadt Erfurt und vom 26. Februar 1948 bis zum 9. November 1975 in Betrieb. Betreiber waren die Erfurter Verkehrsbetriebe (EVB, heute als EVAG tätig).

## Streckennetz
Der Erfurter Obusbetrieb bestand aus drei Streckenästen:
- Anger – Daberstedt – Melchendorf (in Betrieb von 1948 bis 1972, danach Omnibuslinien C (nach Melchendorf) und L (nach Daberstedt, ab 1973 Linie G, heute Linie 9), nach Melchendorf fährt seit 1983 die Straßenbahn (Linie 3))
- Anger – Brühlervorstadt – Hochheim (in Betrieb von 1951 bis 1975, ersetzt durch Omnibus (zunächst Linie A, heutige Linie 51))
- Anger – Leipziger Straße – Ringelberg (in Betrieb von 1953 bis 1975, danach Omnibuslinie A, seit 2000 Straßenbahn (Linie 2))

Hinzu kam eine Betriebsstrecke über die Thälmann-, Liebknecht- und Rosa-Luxemburg-Straße zum Betriebshof an der Breitscheidstraße (heute Stadtwerke-Gebäude). Am Leipziger Platz bestanden Verbindungskurven vom Betriebshof auf die Ringelberg-Strecke in Richtung Anger.
Zwischenwendeschleifen gab es an der Strecke nach Melchendorf am Hauptbahnhof (Blockumfahrung über Kurt-Schumacher-Straße, Bahnhofstraße), in Daberstedt sowie an der Haltestelle Am Schwemmbach. An der Hochheimer Strecke konnten Verstärker an der Wartburgstraße wenden.

## Geschichte

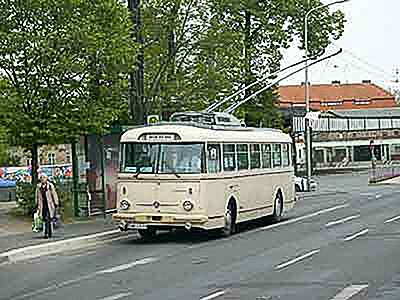
Škoda 9Tr beim Oberleitungsbus Eberswalde

Wie in vielen anderen Städten Deutschlands plante man auch in Erfurt nach dem Ende des Zweiten Weltkriegs den Aufbau eines Oberleitungsbusnetzes in Ergänzung zum Netz der Straßenbahn. Als die Bauarbeiten Anfang 1948 abgeschlossen waren, konnte eine erste Linie zwischen dem Anger und dem südöstlichen Stadtteil Daberstedt am 26. Februar den Betrieb aufnehmen. In diesen Stadtteil führte nie eine Straßenbahn. Das Obusdepot wurde in der Breitscheidstraße/Magdeburger Allee im Norden Erfurts neben dem Depot der Straßenbahn angelegt. Eine Besonderheit war hierbei, dass der Obus zwischen Anger und dem Betriebshof die Oberleitung der Straßenbahn mitnutzte, da es dorthin keine eigene Obus-Trasse gab. Die Strecke begann im Stadtzentrum, wo die O-Busse in einer Schleife über Kurt-Schumacher-Straße, Bahnhofstraße, Anger und Trommsdorffstraße wendeten. Sie führte dann über die (alte) Schmidtstedter Brücke, Clara-Zetkin-Straße, Nonnenrain, Wilhelm-Busch-Straße und in einer Schleife über Stadtweg, Hans-Loch-Straße, Thielenstraße und Häßlerstraße (damals Otto-Nuschke-Straße) zurück zur Wilhelm-Busch-Straße. Die Endstelle lag in der Thielenstraße.
1948 und 1949 wurde die Obuslinie vom Anger über Daberstedt bis nach Melchendorf im Südosten verlängert, um auch diesen Stadtteil besser an den ÖPNV anzubinden. Die Strecke zweigte an der Ecke Wilhelm-Busch-/Häßlerstraße von der Daberstedter Strecke ab und führte über Häßlerstraße, Am Schwemmbach und Kranichfelder Straße bis Melchendorf, Schulzenweg. Bereits am 11. Oktober 1948 ging der Abschnitt bis zur Postsiedlung (Blücherstraße) in Betrieb, der Rest der Strecke folgte am 30. Mai 1949. Die Schleife an der Postsiedlung wurde danach wieder abgebaut.
Am 30. April 1951 erhielt auch der im Südwesten Erfurts gelegene Ort Hochheim eine Obuslinie zum Anger. Sie führte zunächst wie die Straßenbahn im Richtungsverkehr durch die Regierungsstraße bzw. Neuwerkstraße, Wilhelm-Külz-Straße bzw. Dalbergsweg und bog dann in die Walkmühlstraße ein. Von dort verlief sie weiter durch die Bonifaciusstraße, Gustav-Adolf-Straße, Espachstraße, Cyriakstraße, Winzerstraße und Wagdstraße bis zum Hochheimer Marktplatz. Die Obusse aus Richtung Melchendorf fuhren nun bis Hochheim, während die Daberstedter Wagen weiterhin am Anger wendeten.
Am 16. Dezember 1953 wurde eine weitere Linie für den Betrieb eröffnet. Sie verband den Anger über Meyfartstraße, Juri-Gagarin-Ring (damals Mao-Tse-Tung-Ring), Krämpferstraße und Leipziger Straße mit der Ringelberg-Siedlung im Osten Erfurts (Stadtteil Krämpfervorstadt). Stadtwärts fuhren die Wagen direkt durch die Krämpferstraße zum Anger. Die Endstelle lag zunächst an der Gartenbauschule. Die EVB kauften 1956 fünf dreiachsige Doppelstock-Obusse aus Hamburg an und baute sie zu einstöckigen Obussen um. Neue Zwischenschleifen wurden am 1. November 1958 an der Ecke Am Schwemmbach/Kranichfelder Straße sowie im Juni 1959 an der Wartburgstraße (Hochheimer Strecke) eröffnet. Im Berufsverkehr fuhren nun Einsatzwagen vom Schwemmbach zur Wartburgstraße.
1960 kauften die EVB vier neue Škoda-Obusse des Typs 8Tr. Im Jahr 1962 kaufte man erstmals den Nachfolger des 8Tr, der als 9Tr bezeichnet wurde. Insgesamt wurden von diesem Typ bis 1968 13 Fahrzeuge beschafft. 1966 bauten die EVB einige Strecken um. Ab Januar verkehrten die Ringelberg-Wagen in beide Richtungen direkt durch die Krämpferstraße, die Schleife über die Meyfartstraße wurde abgebaut. Am 29. Oktober des Jahres wurde durch die Clara-Zetkin-Straße und Am Schwemmbach eine direkte Strecke gebaut, die die Melchendorfer Wagen nun benutzten. Die bisherige Schleife in Daberstedt wurde abgebaut und die alte Strecke über Häßlerstraße, Wilhelm-Busch-Straße und Nonnenrain wurde nun als einspurige Schleife entgegen dem Uhrzeigersinn befahren. Eine Verlängerung nach Ostdaberstedt (Jenaer Straße) war zwar im Gespräch, wurde jedoch nicht realisiert. Stattdessen wurde 1966 eine Buslinie L dorthin eröffnet. Eine weitere kleine Streckenerweiterung von der Gartenbauschule bis zur Ringelbergtreppe ging am 22. Dezember 1967 in Betrieb. Die Schleife an der Gartenbauschule wurde abgebaut. Nach dem Sommerfahrplan 1968 waren folgende Linien (ohne Liniennummer) im Einsatz:
| Linienführung (Haltestellen) | Wagenfolge (HVZ/Mo–Fr vorm./Sa/So/abends) |
| --- | ----------------------------------------- |
| Melchendorf – Schulzenweg – Postsiedlung – Kranichfelder Straße – Am Schwemmbach – Robert-Schumann-Straße – Otto-Nuschke-Straße – Clara-Zetkin-Straße – Trommsdorffstraße – Anger – Eichenstraße – Gorkistraße (Ri. Hochheim) – Dalbergsweg (Ri. Melchendorf) – Straße des Friedens – Straße der Einheit – iga – Wartburgstraße – Hochheim, Ortseingang – Hochheim | 10/20/10/10/40                            |
| Anger – Hauptbahnhof (Ri. Anger) – Trommsdorffstraße (Ri. Daberstedt) – Clara-Zetkin-Straße – Nonnenrain (Ri. Anger) – Rubensstraße (Ri. Anger) – Daberstedt, Stadtweg (nur im Berufsverkehr) | 10/–/–/–/–                                |
| Anger – Hospitalgasse – Thälmannstraße – Reißhausstraße – Greifswalder Straße – Tiroler Straße – Gartenbauschule – Ringelberg | 10/30/15/15/25                            |

Ab 21. Februar 1970 fuhren keine O-Busse mehr durch die Schleife Daberstedt, die Buslinie L übernahm diese Verkehrsaufgaben. Im Juni 1970 wurde die Betriebsstrecke durch die Thälmannstraße stillgelegt und die ein- und ausrückenden Wagen mussten über die Krämpferstraße zum Anger fahren. Als ab 1971 die Schmidtstedter Brücke durch einen Neubau ersetzt werden sollte, wollten die EVB zunächst die Melchendorfer Linie südlich des Schmidtstedter Knotens in einer provisorischen Schleife enden lassen, was jedoch nicht realisiert wurde. So wurde die Linie nach Daberstedt und Melchendorf am 2. Januar 1972 stillgelegt und durch die Buslinie C ersetzt. Ab 1983 fuhr dann die Straßenbahn nach Melchendorf. Mit der Stilllegung der Melchendorfer Strecke band man die beiden verbleibenden Abschnitte nach Ringelberg und Hochheim durch und bezeichnete sie mit dem Fahrplanwechsel am 29. Mai 1972 als Linie A. 
1974 musste für umfangreiche Baumaßnahmen der Krämpferknoten (Juri-Gagarin-Ring/Krämpferstraße) gesperrt werden. Am 2. September des Jahres wurde daher eine provisorische Wendemöglichkeit am Ursulinenkloster geschaffen, vom Anger nach Ringelberg fuhren Omnibusse im Ersatzverkehr. Erst im Dezember konnten wieder O-Busse nach Ringelberg fahren. Weiterhin wurde nun der von allen Linien befahrene Anger in eine Fußgängerzone umgestaltet. Die O-Buslinie wurde daher am 12. Juni 1975 unterbrochen. Zwischen Hochheim und Angerbrunnen bestand ein Inselverkehr, die Ringelberglinie endete am Anger. Die Oberleitung auf dem westlichen Anger wurde abgebaut. 
Mit der Verabschiedung des dritten Generalverkehrsplans der Stadt Erfurt im Jahr 1975 wurde auch das Ende des Erfurter Obusbetriebs besiegelt; die Umstellung des Restbetriebs auf Busbetrieb erfolgte am 10. November 1975. Der Abschnitt Anger – Ringelberg wird seit Frühjahr 2000 von einer Straßenbahnlinie bedient; nach Hochheim und Daberstedt verkehren diesel- und erdgasbetriebene Omnibusse der Linien 51 bzw. 9.
Als sich die Gasbusse nicht bewährten, wurde 2014 eine Beschaffung von Oberleitungsbussen in Erwägung gezogen, die mit einem Akku ausgestattet sind und nur abschnittsweise unter Fahrdraht verkehren.

## Fahrzeugeinsatz
Insgesamt gab es beim Erfurter Obus 34 Fahrzeuge und 14 Anhänger in fortlaufender Nummerierung.
| Nr.         | Hersteller                | Typ                 | Baujahr      | ausgemustert/verkauft |
| ----------- | ------------------------- | ------------------- | ------------ | --------------------- |
| 1–5         | Henschel & Sohn, Kassel   | Einheitsobus Typ II | 1947         | 1961–1966             |
| 6           | LOWA Werdau               | W 600 A             | 1950         | 1966                  |
| 7/8         | LOWA Werdau               | W 601 A             | 1952         | 1968/1970             |
| 9/10        | LOWA Werdau               | W 602 A             | 1954/56      | 1969/1970             |
| 11          | Waggonbau Halle-Ammendorf | W 602 A             | 1956         | 1968                  |
| 12–16       | Fahrzeugwerke Bremen      | 562 DD              | 1953¹        | 1961–1965             |
| 17–20       | Škoda Pilsen              | 8Tr                 | 1960         | 1973                  |
| 21/22 24–30 | Škoda Pilsen              | 9Tr                 | 1962 1964/65 | 1975                  |
| 23          | Lowa Werdau               | W 602 A             | 1952²        | 1970                  |
| 31–34       | Škoda Pilsen              | 9 Tr 2              | 1967/68      | 1975                  |

¹ kamen 1957 nach Erfurt, vorher beim Obus in Hamburg-Harburg im Einsatz
² kam 1964 nach Erfurt, vorher beim Oberleitungsbus Weimar im Einsatz

### Anhänger
| Nr.             | Hersteller           | Baujahr   | ausgemustert/verkauft |
| --------------- | -------------------- | --------- | --------------------- |
| 120–127 129/130 | Schumann/LOWA Werdau | 1949 1948 | 1962–1968             |
| 128             | Waggonbau Bautzen    | 1952      | 1966                  |
| 131             | LOWA Werdau          | 1951      | 1967                  |
| 132/133         | Schumann Werdau      | 1942¹     | 1962/1965             |

¹ kamen 1959 nach Erfurt, vorher beim Oberleitungsbus Zwickau im Einsatz